# Mercy (filme)
Mercy (bra: Pacto Maligno) é um filme de terror sobrenatural de 2014 dirigido por Peter Cornwell e estrelado por Frances O'Connor, Shirley Knight, Chandler Riggs, Joel Courtney, Dylan McDermott e Mark Duplass. É vagamente baseado no conto Gramma de 1984, de Stephen King. Foi produzido por McG e Jason Blum através da Blumhouse Productions, e lançado diretamente em vídeo pela Universal Pictures Home Entertainment em 7 de outubro de 2014.

## Sinopse
Uma mãe solteira (Frances O'Connor) e seus dois filhos George (Chandler Riggs) e Buddy (Joel Courtney) vão ajudar a cuidar de sua avó (Shirley Knight), que tem poderes místicos.

## Elenco
- Frances O'Connor como Rebecca McCoy
- Chandler Riggs como George Bruckner
- Joel Courtney como Buddy Bruckner
- Shirley Knight como Mercy 
  - Pepper Binkley como Mercy jovem
- Dylan McDermott como Jim Swann
- Mark Duplass como Uncle Lanning
- Amanda Walsh como Charlotte
- Harley Graham como Phoebe
- Joe Egender como Wendell

## Lançamento
O filme foi lançado em vídeo sob demanda, DVD e Blu-ray pela Universal Pictures Home Entertainment em 7 de outubro de 2014.

## Recepção
No Rotten Tomatoes, o filme detém 27% de aprovação por parte do publico com base em 250 comentários.